# IC 3170
IC 3170 ist eine Spiralgalaxie vom Hubble-Typ Sbc im Sternbild Jungfrau auf der Ekliptik. Sie ist schätzungsweise 334 Millionen Lichtjahre von der Milchstraße entfernt.
Das Objekt wurde am 12. Februar 1900 von Arnold Schwassmann  entdeckt.